# Ectropis breta
Ectropis breta là một loài bướm đêm trong họ Geometridae.